# Elecciones presidenciales de Argentina de 1951
Las elecciones presidenciales de Argentina de 1951 tuvieron lugar el domingo 11 de noviembre del mencionado año con el objetivo de renovar la presidencia por el período 1952-1958. Fueron las primeras elecciones en que las mujeres pudieron ejercer su recién adquirido derecho al voto, y también fueron las primeras elecciones en las que todos los ciudadanos del país tuvieron derecho a votar al presidente de la Nación. La elección se realizó bajo el texto constitucional resultante de la reforma de 1949 que estableció el voto directo y la posibilidad de reelección del presidente.
El peronismo triunfó en todo el país y fue reelecto Juan Domingo Perón con un 63,62% de los votos, como candidato de los partidos Peronista y Peronista Femenino. Como vicepresidente fue elegido Hortensio Quijano, siendo la primera reelección presidencial inmediata de la historia argentina. Estas elecciones se caracterizaron porque la fórmula vencedora obtuvo el mayor porcentaje de sufragios desde que se instaló el voto secreto en 1912. En segundo lugar salió Ricardo Balbín de la Unión Cívica Radical con 32,37%, mientras que ninguno de los demás candidatos superó el 3% de los sufragios.
Quijano no pudo asumir su segundo mandato como vicepresidente, ya que falleció el 3 de abril de 1952, permaneciendo vacante la vicepresidencia hasta que se celebró una elección especial para cubrir el cargo en 1954, siendo ganada por el peronista Alberto Teisaire. Perón tampoco pudo finalizar el mandato constitucional debido a que fue derrocado por un golpe de Estado el 16 de septiembre de 1955.

## Antecedentes

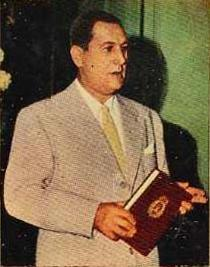
Perón con una copia de la Constitución de 1949.

Luego de organizarse institucionalmente mediante la Constitución de 1853/1860, la República Argentina estableció un sistema de voto cantado solo para varones hasta 1912, con una participación electoral que nunca superó el 3% de la población y la generalización del fraude electoral. Durante la vigencia del voto cantado, las instituciones constitucionales se mantuvieron estables durante 54 años, bajo la hegemonía del partido conservador/liberal.
En 1912, luego de varios levantamientos armados del Partido Radical, el presidente Roque Sáenz Peña logró la sanción de la Ley del Voto Secreto y Obligatorio solo para Varones, abriendo camino al establecimiento de un régimen democrático. La Unión Cívica Radical ganó tres elecciones presidenciales consecutivas (1916, 1922 y 1928), pero en 1930 las fuerzas conservadoras, con apoyo internacional, realizaron el primero de varios golpes de Estado cívico-militares que se sucederían a lo largo del siglo XX. La dictadura resultante proscribió al Partido Radical y reimplantó el fraude electoral, permitiendo que las fuerzas conservadoras accedieran el gobierno entre 1932 y 1943, durante la llamada Década Infame.
En 1943 un golpe de Estado puso fin al régimen de la Década Infame. En su transcurso apareció el peronismo, sobre la base de una alianza del movimiento sindical con un grupo del Ejército liderado por el coronel Juan Domingo Perón, quien a su vez fue derrocado y detenido por otro golpe de Estado en octubre de 1945. Una movilización obrera liberó a Perón pocos días después y obtuvo la promesa del gobierno de realizar elecciones libres. En las elecciones de 1946, triunfó el peronismo siendo Perón elegido como presidente, quedando como primera minoría la Unión Cívica Radical.
En 1947 se sancionó la Ley del Voto Femenino y en 1949 se reformó la Constitución estableciendo entre otra normas la reelección presidencial y el voto directo, reconociendo por primera vez el derecho a votar y ser votado de los ciudadanos que habitaban los llamados "territorios nacionales".

## Reglas electorales
Las reglas electorales fundamentales que rigieron la elección presidencial fueron establecidas en el texto constitucional entonces vigente (Reforma constitucional de 1949), realizada durante la primera presidencia de Juan Domingo Perón, la Ley Sáenz Peña de 1912 y la Ley del Voto Femenino de 1947. Las reglas derivadas de la reforma constitucional, serían dejadas sin efecto cuando la dictadura que derrocó al gobierno presidido por Juan Domingo Perón abolió la Constitución vigente en 1956.
Las principales reglas electorales establecidas por la Ley Sáenz Peña fueron:
- Sufragio secreto;
- Sufragio obligatorio;

Las principales reglas electorales establecidas por la Ley 13.010 de Voto Femenino de 1947 fueron:
- Sufragio femenino;
- Derecho de las mujeres a ser elegidas en las mismas condiciones que los varones.

Las principales reglas electorales derivadas de la reforma constitucional de 1949 fueron:
- Voto directo en un solo distrito abarcando todo el país (la reforma modificó en este aspecto la Constitución de 1853, que preveía el sufragio indirecto mediante colegios electorales por provincia y la Ciudad de Buenos Aires);
- Una sola vuelta electoral mediante simple pluralidad de votos;
- Mandato presidencial de seis años con posibilidad de reelección indefinida (la reforma modificó en este aspecto la Constitución de 1853, que preveía la reelección no inmediata, dejando un intervalo de al menos un mandato).[6]

## Candidaturas

### Partido Peronista
|                                                                             |                                                   |
| Juan Domingo Perón                                                          | Hortensio Quijano                                 |
| para presidente                                                             | para vicepresidente                               |
| {{{descripción}}}                                                           | {{{descripción}}}                                 |
| Presidente de la Nación Argentina (1946-1955)                               | Vicepresidente de la Nación Argentina (1946-1952) |
| Integrantes de la alianza: - Partido Peronista - Partido Peronista Femenino |                                                   |

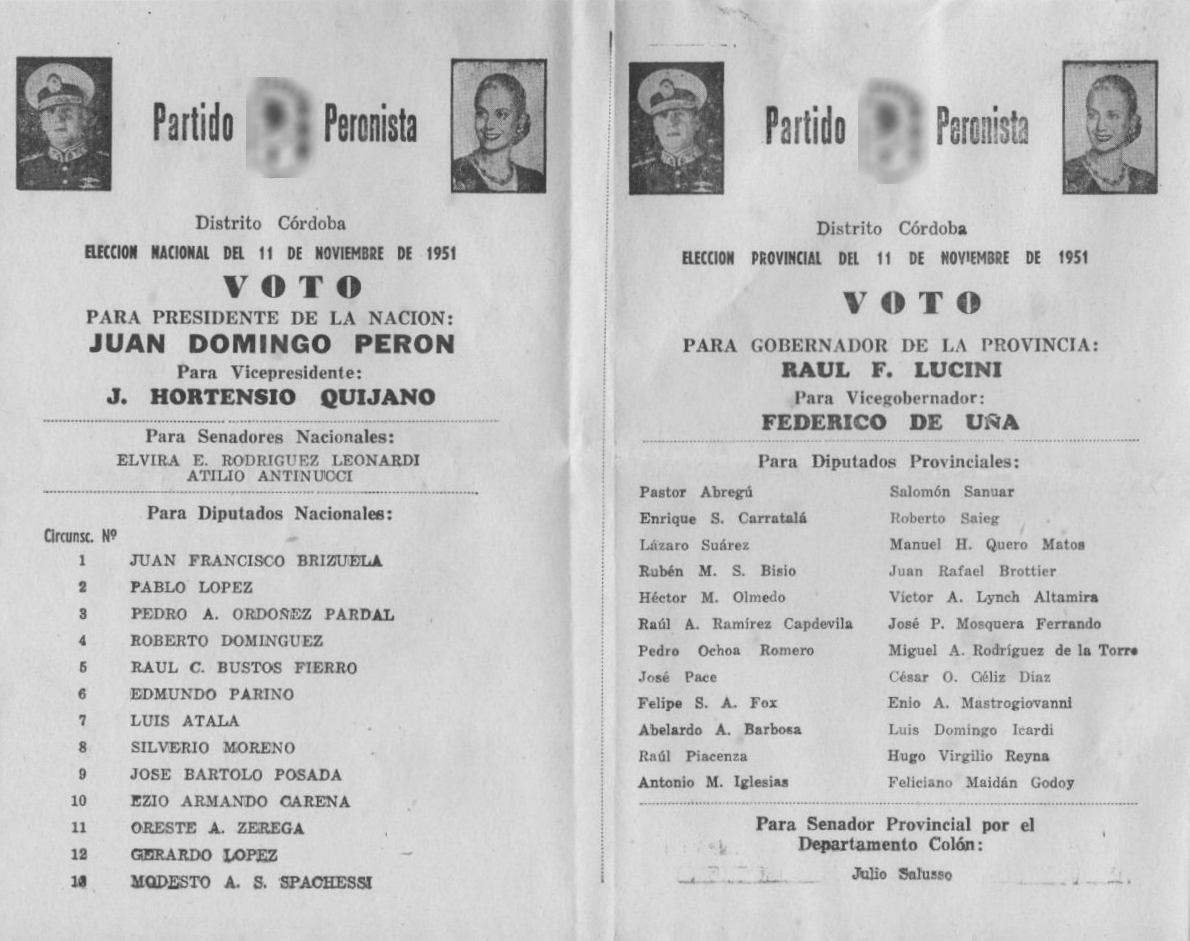
Boleta electoral de la fórmula Perón-Quijano.

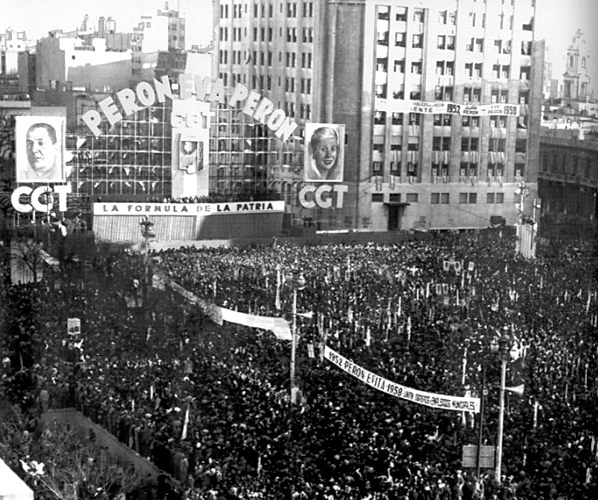
Dos millones de personas presenciaron el acto de la presentación de la fallida fórmula Perón-Eva Perón.

Durante la primera mitad de 1951 no era claro si Juan Domingo Perón optaría por la reelección. El 25 de julio de ese año, la Confederación General de Trabajadores hizo público su deseo de que el presidente participara en las elecciones de noviembre. Una semana después, la CGT también incluyó a Evita Perón en su fórmula presidencial, como vicepresidenta. La primera dama expresó de inmediato su rechazo a la propuesta política de la Confederación. Sin embargo, en el “Cabildo abierto del justicialismo”, que se celebró el 22 de agosto en las avenidas 9 de julio y Belgrano de Buenos Aires, con la presencia de más de dos millones de personas. Ángel Borlenghi se pronunció insistentemente a favor de la candidatura de Evita: 

«…los empleados de comercio decimos, y los sindicatos obreros dicen, y toda la clase trabajadora organizada repite, con la CGT, que aunque Eva Perón no quiera aceptar, en eso también vamos a ser indisciplinados nosotros y vamos a hacer lo que nos parece, que es imponerla como candidata, porque con eso derrotamos a nuestros enemigos, refirmamos el movimiento justicialista, defendemos a la Revolución, y la Nueva Argentina, potente, tendrá un nuevo halito, un nuevo aliento y una frescura y lozanía que la hará marchar firme y segura hacia la senda de su grandeza futura».

Ahí, frente a los más de dos millones de personas que aclamaban su participación en la elección presidencial, Eva Perón pidió a los trabajadores que no la obligaran a “hacer algo que no quería hacer”. Ante la exigencia de la multitud y el rechazo a su negativa a aceptar la candidatura, Evita pidió unas horas más para decidir y conminó a los presentes a desconcentrarse. Horas más tarde, ya desde la residencia oficial argentina, Eva Perón dirigió a la nación un mensaje transmitido por la radio, para anunciar su decisión irrevocable de declinar la candidatura a la vicepresidencia. Este acto es conocido como el renunciamiento.
Ante la decisión definitiva de Evita, el Consejo Superior del Partido Peronista decidió aceptar como causa de fuerza mayor la voluntad inquebrantable de la primera dama y retirar su candidatura, apoyada por los entusiasmos sindicalistas, para colocar a Quijano en la fórmula como acompañante de Perón en la elección.
La deteriorada salud de Eva Perón resultó a la postre un factor determinante del fracaso de su candidatura a vicepresidente. La salud de Quijano también estaba deteriorada, y de hecho moriría antes que Evita, el 3 de abril de 1952, sin haber asumido su segundo mandato, dejando la vicepresidencia vacante hasta 1954.

### Unión Cívica Radical
|                                                                               |                                                |
| Ricardo Balbín                                                                | Arturo Frondizi                                |
| para presidente                                                               | para vicepresidente                            |
| {{{descripción}}}                                                             | {{{descripción}}}                              |
| Diputado Nacional por Buenos Aires (1946-1950)                                | Diputado Nacional por Buenos Aires (1946-1950) |
| Integrantes de la alianza: - Unión Cívica Radical - Partido Radical Unionista |                                                |

Tras la disolución de la Unión Democrática, luego de la derrota electoral de 1946, la Unión Cívica Radical (UCR) era el principal bloque opositor al gobierno peronista. Como tal, el radicalismo era víctima de una frecuente persecución de parte del peronismo. A finales de la década de 1940, la UCR se enfrentaba a una ruptura interna entre unionistas (partidarios de mantener la alianza Unión Democrática) y los intransigentes, impedida únicamente por la fuerza unificadora de convertirse en el principal partido de la oposición. En este contexto, el candidato presidencial de la UCR fue Ricardo Balbín, recientemente liberado tras su período de encarcelamiento en 1950. Su compañero de fórmula fue el intransigente Arturo Frondizi, del ala más centroizquierdista del partido.
Balbín y Frondizi integraban el llamado Bloque de los 44 (los 44 diputados radicales intransigentes electos en las elecciones de 1946). Frente al peronismo, el bloque de los 44 sostuvo una posición de apoyo a la sanción de leyes sociales y relacionadas con el nacionalismo económico, pero se opuso a las normas de características antidemocráticas, y al acuerdo del gobierno con Standard Oil, para la explotación de yacimientos petrolíferos, el bloque de los 44 fueron perseguidos por el gobierno peronista y criticados por la dirigencia unionista radical, que consideraba a este bloque "colaboracionista".
La UCR, se encontraba con gran dificultad en el acceso a los medios de comunicación, lo que provocó que la oposición boicoteara la mayor parte de los debates en la Cámara de Diputados y todos los del Senado en el período previo a las elecciones.

### Partido Demócrata
|                                    |                                                |
| Reynaldo Pastor                    | Vicente Solano Lima                            |
| para presidente                    | para vicepresidente                            |
| {{{descripción}}}                  | {{{descripción}}}                              |
| Gobernador de San Luis (1942-1943) | Diputado Nacional por Buenos Aires (1940-1943) |

Tras la Revolución del 43, que lo expulsó del poder, el Partido Demócrata Nacional, renombrado como Partido Demócrata (PD) desde 1946, principal partido de la coalición conservadora conocida como Concordancia, se enfrentaba a una fuerte crisis y había perdido gran parte de su poderío electoral. En 1945, la UCR había puesto como condición para integrar la Unión Democrática que se excluyera al PDN por su participación en el régimen fraudulento de la Década Infame. El PD de todas formas apoyó a la alianza como voto táctico en contra del peronismo y presentó candidatos a electores, con la orden de votar la fórmula Tamborini-Mosca. Sin embargo, la presentación a las elecciones sin candidato presidencial dejó al partido muy fragmentado. Para 1951, solo tenían un diputado electo, el ex Gobernador de San Luis Reynaldo Pastor, el cual fue designado como candidato presidencial. Su compañero de fórmula sería Vicente Solano Lima, siendo la primera vez que el PD presentaba una candidatura presidencial en elecciones libres. El partido se disolvería en 1958, por lo que también fue su última contienda presidencial. Pastor se destacaba por haberse opuesto frontalmente al voto femenino en 1947, lo cual resultó desfavorecedor para su campaña.

### Otras candidaturas
A pesar de que el consenso generalizado de que la Unión Cívica Radical era el único partido político con la capacidad electoral de derrotar al peronismo había llevado a la mayoría de los terceros partidos a apoyar a dicho partido en las anteriores elecciones legislativas, el fin del sistema de colegio electoral llevó al fin de la visión de cualquier reunificación de la Unión Democrática.
El Partido Comunista presentó a Rodolfo Ghioldi como candidato a presidente, con Alcira de la Peña como compañera de fórmula, siendo De la Peña la primera candidata mujer a vicepresidenta de la historia electoral argentina. El Partido Socialista, por su parte, sostuvo la candidatura presidencial de Alfredo Palacios (que en 1904 se había convertido en el primer diputado socialista electo en la historia de América Latina), con Américo Ghioldi como candidato a vicepresidente. En aquellos momentos, tanto el comunismo como el socialismo se encontraban profundamente deslegitimados por su adhesión a la Unión Democrática en las elecciones de 1946, y el peronismo había capitalizado la mayoría (sino el total) del voto obrero.
|                                                      |                     |                                                 |                                                | Partido Salud Pública                              |                        |                                    |                     |                                                    |                     |
| Rodolfo Ghioldi                                      | Alcira de la Peña   | Alfredo Palacios                                | Américo Ghioldi                                | Genaro Giacobini                                   | Jorge Francisco Rivero | Luciano Molinas                    | Juan Díaz Arana     | José Fernando Penelón                              | Beniamino Semiza    |
| para presidente                                      | para vicepresidenta | para presidente                                 | para vicepresidente                            | para presidente                                    | para vicepresidente    | para presidente                    | para vicepresidente | para presidente                                    | para vicepresidente |
|                                                      |                     |                                                 |                                                |                                                    |                        |                                    |                     |                                                    |                     |
| Secretario General del Partido Comunista (1918-1924) | médica              | Diputado Nacional por Buenos Aires (desde 1904) | Diputado Nacional por Buenos Aires (1932-1943) | Concejal Metropolitano de Buenos Aires (1932-1936) |                        | Gobernador de Santa Fe (1932-1936) |                     | Concejal Metropolitano de Buenos Aires (1932-1936) |                     |
| Partido sin alianza                                  | Partido sin alianza | Partido sin alianza                             | Partido sin alianza                            | Partido sin alianza                                | Partido sin alianza    | Partido sin alianza                | Partido sin alianza | Partido sin alianza                                | Partido sin alianza |

## Campaña
El período previo a las elecciones, desde aproximadamente enero de 1950 hasta la mitad de 1951, estuvo marcado por una fuerte represión contra varios sectores del antiperonismo. Una convención parlamentaria bicameral, presidida por el diputado José Emilio Visca, fue creada en 1949 con el propósito de investigar violaciones a los derechos humanos. Sin embargo, la comisión, conocida como Comisión Visca, se encargó en realidad de cerrar medios de prensa contrarios al gobierno, con excusas vagas y simples como "razones de seguridad, higiene y moralidad". Una serie de huelgas ferroviarias entre estos dos años suscitó también la represión gubernamental, llegando a producirse el 25 de enero de 1951 miles de despidos y detenciones a causa de un decreto firmado por el propio Perón. Más cerca de la campaña electoral, el 20 de junio, Perón indultó a 611 obreros procesados, quedando solo 24 todavía bajo arresto. Frente a esta situación, el diario conservador La Prensa, principal periódico opositor y uno de los más vendidos del país, detalló duramente el conflicto y apoyó la huelga, generando que finalmente fuese expropiado por el gobierno el 12 de abril. Con esta expropiación, el diario La Nación pasó a ser la única publicación opositora importante, siendo tolerada por el gobierno debido a su oposición más "suave" y al hecho de que su existencia garantizaba la imagen de una tenue libertad de prensa, muy socavada por la repentina intervención del principal medio antiperonista. Tanto La Nación como el recientemente fundado Clarín se beneficiarían enormemente de la intervención de La Prensa, convirtiéndose en los dos principales periódicos de la Argentina y llegando a estar, con posterioridad y hasta la actualidad, entre las publicaciones en idioma español más leídas del mundo.

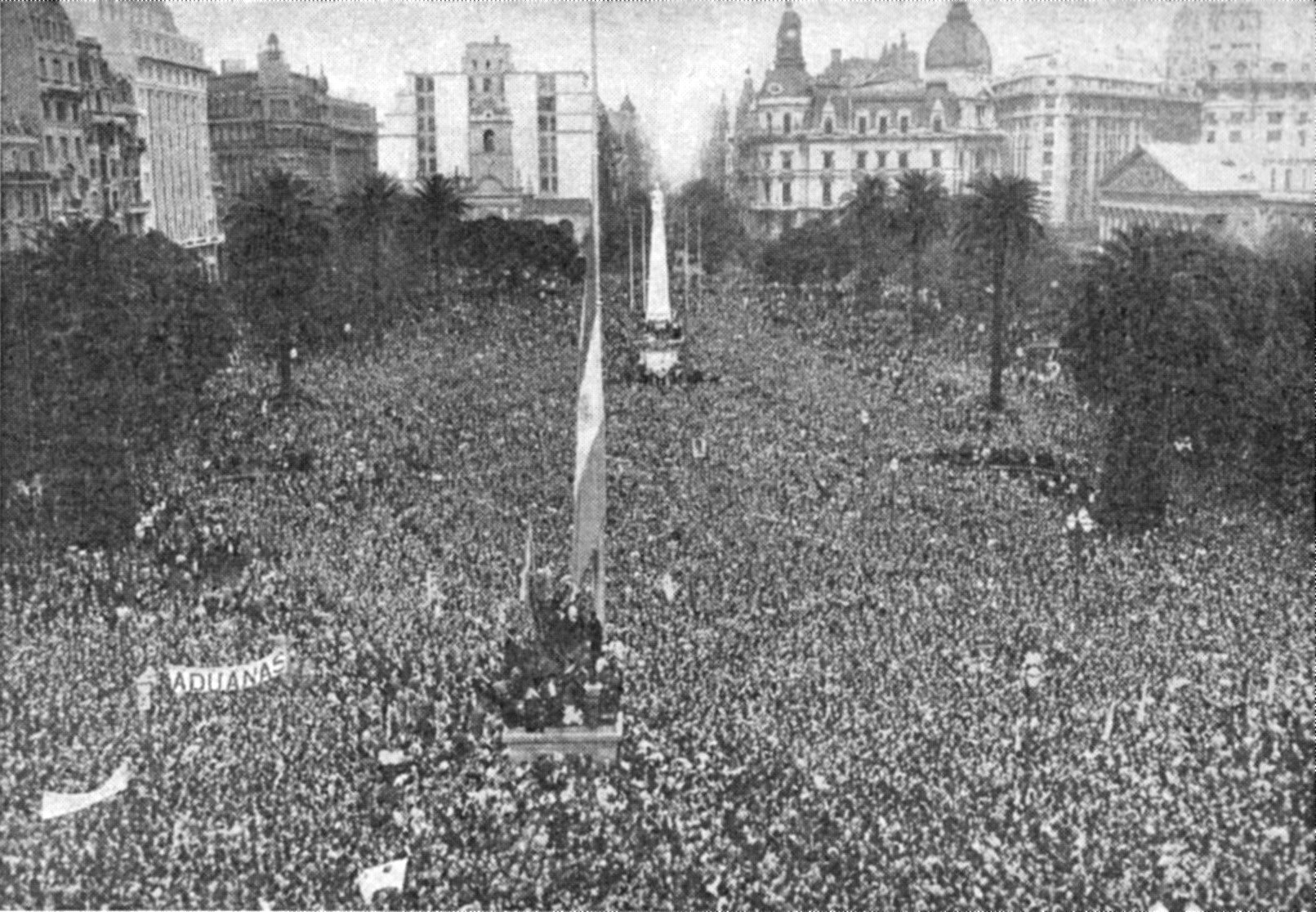
Multitudinaria manifestación peronista durante la campaña de 1951.

La campaña del oficialismo se centró en la inauguración de obras públicas a lo largo del país y en discursos radiofónicos. Con Quijano designado para completar la fórmula, y pese a su grave enfermedad, Eva Perón mantuvo su tradicional rol protagónico durante la campaña, realizando varias alocuciones. Perón pronunció cuatro conferencias por la red oficial de emisoras, haciendo alusión a su gestión de gobierno, enfatizando sus realizaciones y planteando la necesidad de continuarlas. Contando con una ventaja electoral muy amplia, con casi todos los principales medios de comunicación a su favor; una muy alta popularidad; y, debido a las reformas recientes, siendo considerado el principal responsable de que más de la mitad de los votantes registrados pudieran emitir sufragio (4.525.986 entre el total de las ciudadanas mujeres y los ciudadanos varones residentes en territorios nacionales, un 52.42% del padrón), el Movimiento Peronista ya no necesitaba realizar una gran gira con su candidato por todo el país, como sí se hizo durante la campaña de 1946. Muy por el contrario, Perón no abandonó la Capital Federal durante toda la campaña.
Además de remarcar la necesidad de continuar con el proceso de reforma, Perón se dedicó a atacar a sus opositores, relacionándolos con un pasado político ilegítimo para el país que debía ser olvidado. Perón utilizó comentarios despectivos contra sus oponentes, calificando categóricamente a Balbín, Frondizi y los demás candidatos como " antipatrias" o "imperialistas", con un marcado y evidente intento de polarizar la campaña entre el peronismo y el antiperonismo, e identificar al antiperonismo con la oligarquía imperante antes de su llegada al poder, y con el imperialismo estadounidense, manifestando un retorno de la retórica "Braden o Perón" de 1946, que había jugado un papel decisivo en la primera victoria electoral peronista. Más allá de eso, se considera que el Movimiento Peronista limitó mucho su campaña por considerar innecesario un excesivo despliegue. El principal lema de campaña del oficialismo fue «Que siga Perón».
Dentro del espacio opositor, el radicalismo gozaba de una ventaja considerable al ser para comienzos de la campaña el único partido que ocupaba espacios de poder en todo el país, con casi un tercio de las bancas en la Cámara de Diputados y una mínima representación en todas las legislaturas provinciales. La UCR fue el primer partido en proclamar su fórmula presidencial y el primero en emprender los actos proselitistas, recorriendo todo el país. Dadas las circunstancias, sus posibilidades de atraer adhesiones dependieron exclusivamente del espacio físico que pudieron ganar con su voz. La fórmula recorrió en primer término las provincias más alejadas, concentrándose en una segunda etapa en las grandes ciudades del litoral y dedicando el tiempo final de la campaña para la provincia de Buenos Aires, la más poblada del país. Buscando constituirse como una alternativa viable al peronismo, la campaña del radicalismo trató de ocultar las luchas internas del partido entre intransigentes y unionistas, presentado una imagen de una sola unidad. Su principal eslogan electoral fue «El Radicalismo salvará a la República».
La campaña de Balbín y Frondizi se basó en la amplia labor parlamentaria que había llevado a cabo el radicalismo, y buscó plantear una diferencia entre los legisladores peronistas y los legisladores radicales, que habían apoyado medidas sociales peronistas favorables a los trabajadores pero rechazado aquellas legislaciones que consideraban antidemocráticas. Para entonces, sin embargo, gran parte de la bancada radical electa en 1946 estaba diezmada por la derrota de 1948 y el arresto de varios diputados, incluyendo Balbín y Ernesto Sammartino, quien protagonizó un escándalo al utilizar el término despectivo "Aluvión zoológico" para referirse a los simpatizantes del peronismo.

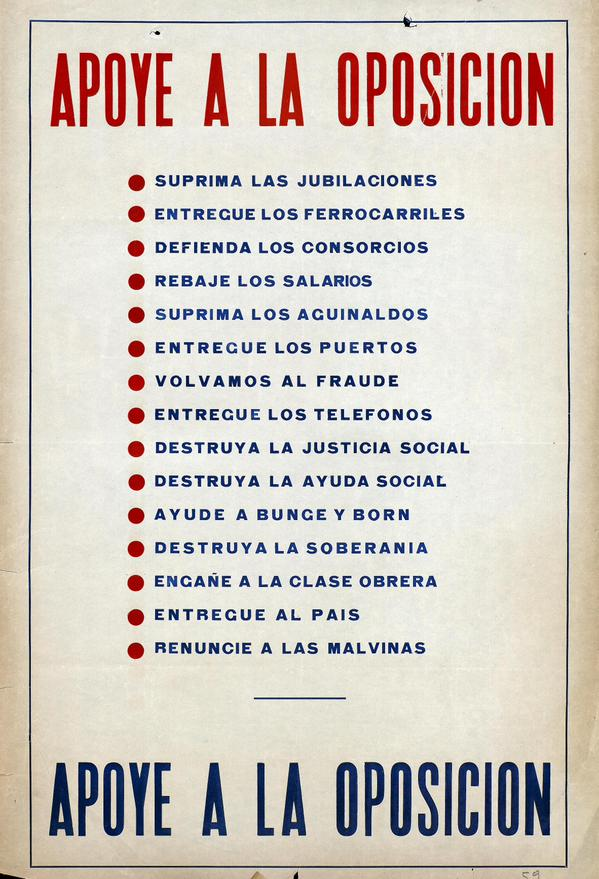
Afiche electoral del peronismo denunciando negativamente a la oposición, y afirmando que la derrota peronista implicaría la caída de las conquistas sociales.

La busca del radicalismo de captar la mayor cantidad del voto antiperonista por encima de las bases partidarias se hizo evidente en su plataforma electoral para los comicios presidenciales, preparada durante el período postconstituyente inmediato. Su programa electoral omitía el apoyo de la UCR a la ley 1.420, que reglamentaba la enseñanza laica, con el objetivo de atraer el voto conservador católico. Sin embargo, desde la llegada al liderazgo del partido del Movimiento de Intransigencia y Renovación, la nueva dirigencia puso de manifiesto que la irrupción del peronismo había conllevado la entrada en la política argentina de nuevos valores de los cuales ya no podrían desmarcarse si se quería plantear una disputa electoral coherente. Numerosos eslóganes del radicalismo demostraron que había extraído del peronismo la utilización de frases que emulaban un espíritu de revolución, como por ejemplo, en lo referido a la reivindicación de las bases federales y comunales de la organización nacional, el programa electoral de 1951 establecía el deseo de la UCR de lograr la "emancipación de las comunas y provincias del centralismo político y económico". Para evitar diferenciar demasiado su programa de gobierno respecto al del oficialismo, la UCR acusó al gobierno de totalitarismo, remarcando que una derrota peronista no significaría necesariamente la caída de las leyes sociales, sino un incremento de los valores democráticos, enunciando en la plataforma una "economía auténticamente popular, libre de las oligarquías internas y del imperialismo internacional". En el plano exterior, la campaña de Balbín se centró en tratar de visibilizar la represión contra la oposición ante la comunidad internacional, buscando reflexionar sobre la "lucha por una Argentina que participe fraternalmente en la consolidación de un mundo libre y democrático".
El Partido Socialista, sin representación legislativa desde la irrupción del peronismo, recurrió a la fundación de nuevos periódicos opositores que ocuparan el lugar del diario diezmado La Vanguardia, dedicado ahora exclusivamente a afiliados al socialismo. Nuevas Bases, dirigido por Nicolás Repetto, irrumpió a mediados en 1950. La campaña del PS se centró en la represión del gobierno, y la necesidad de ponerle fin. La intervención del socialismo en las huelgas de principios del año había provocado que la mayoría de los excluidos del indulto presidencial fueran militantes del partido, ocasionando un gran desangramiento y la ausencia de varios votantes al momento de la elección.
Aunque la primera parte de la campaña fue considerada en su mayoría tranquila, aquellos que asistían a concentraciones opositoras debieron enfrentarse a ataques vandálicos creados con el fin de provocar inestabilidad. La policía, al intervenir en los desórdenes resultantes, no lo hizo de forma ecuánime, utilizando gas lacrimógeno, golpeando y deteniendo a los opositores al gobierno. Los medios de comunicación oficialistas apenas mencionaban a los candidatos opositores para desacreditarlos, siendo particular el apodo BlaBlín para referirse a Balbín, ya utilizado cuando este fue candidato a gobernador bonaerense en las elecciones de 1950.
El 28 de septiembre de 1951, se produjo un intento de golpe de Estado militar encabezado por el general retirado Benjamín Menéndez, que tras una serie de tiroteos aislados fue rápidamente sofocado con una sola baja gubernamental, del cabo Miguel Farina. La intentona golpista fracasada, además de consolidar la popularidad de Perón y afianzar su institucionalidad, le dio al gobierno la posibilidad de incrementar la represión contra la oposición en plena campaña electoral. Durante el golpe, el presidente decretó estado de guerra interno y la CGT convocó a un paro general de 24 horas. Perón habló ante una multitud congregada en la Plaza de Mayo para protestar por el planteo militar. El cabo Farina sería sepultado con honores, mientras que el jefe insurrecto y sus más inmediatos colaboradores detenidos fueron enjuiciados de inmediato y recibieron penas de prisión.

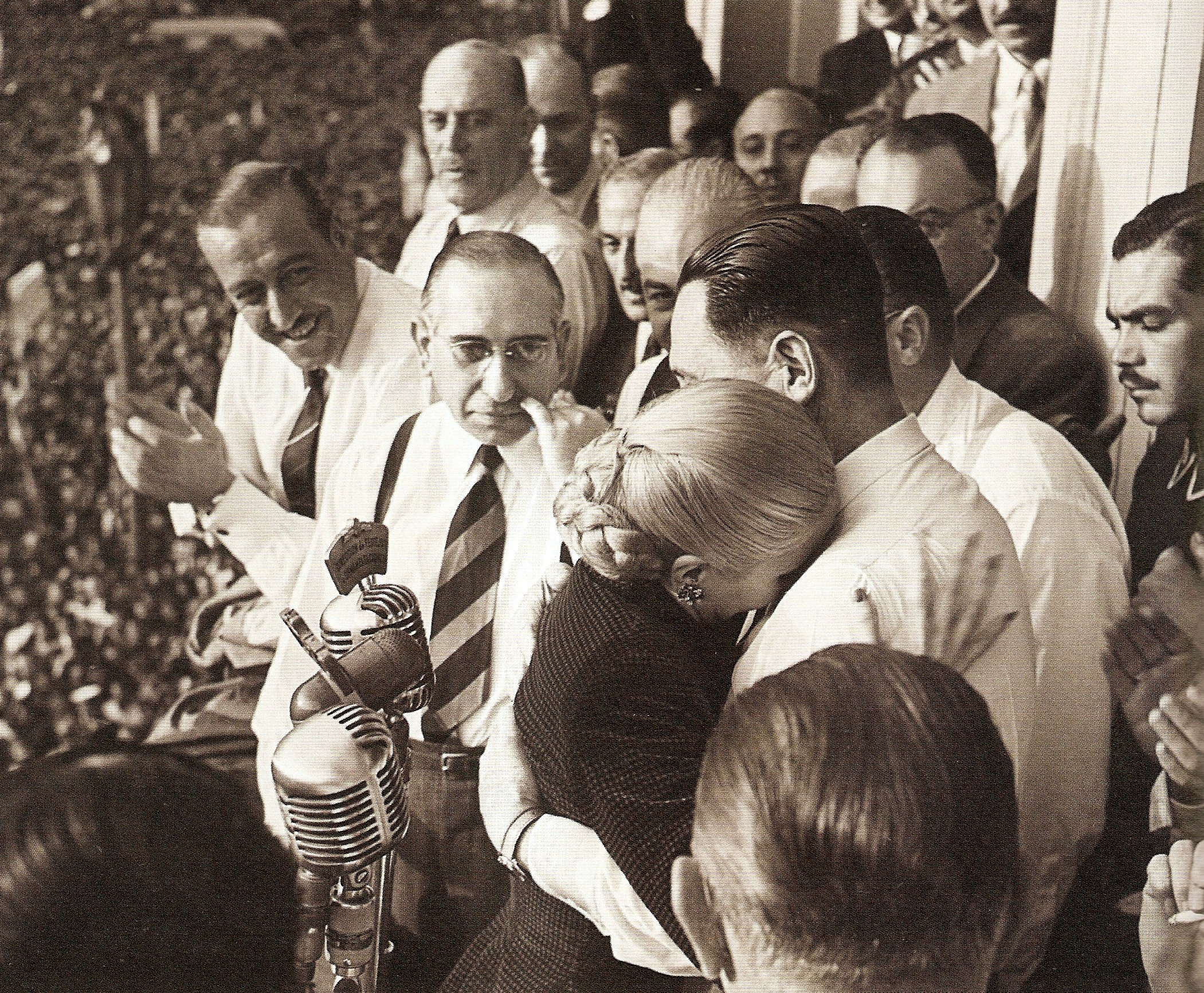
Evita llora y abraza a Perón durante el acto del Día de la Lealtad.

Tras el intento de golpe, el clima de campaña ya de por sí tenso se enardeció y polarizó por completo. El 15 de octubre, Perón pronunció un discurso emitido por las principales difusoras de radio nacionales. Allí acusó a Frondizi, Miguel Ángel Zavala Ortiz, Reynaldo Pastor y Silvano Santander, entre otros, de haber sido cómplices del levantamiento de Menéndez. Se produjeron ataques simultáneos contra la oposición ese mismo día. Sin embargo, los únicos diarios que difundiron estos ataques fueron La Nación y Clarín, aunque también reprodujeron el discurso de Perón junto a los demás medios de comunicación. En Paraná, durante un acto protagonizado por Balbín, se produjeron disparos, resultando herido Santander. Al mismo tiempo, en un acto del Partido Comunista se produjo la muerte de uno de los atacantes y de un militante, al tiempo que Rodolfo Ghioldi, el candidato presidencial del partido, recibió un balazo en la proximidad de su columna vertebral. Contra los deseos de su partido, Palacios anunció que retiraba su candidatura en protesta por la ola de violencia, pero de todas formas sus boletas estarían presentes el día de la elección. Lo mismo haría Luciano Molinas, del Partido Demócrata Progresista, el día previo a los comicios.
Dos días después de estos sucesos, el 17 de octubre, al cumplirse seis años del Día de la Lealtad (la masiva protesta que provocó la liberación de Perón por parte del gobierno militar), se celebró un masivo acto en la Plaza de Mayo. Durante el mismo tuvo lugar la primera transmisión televisiva en la historia argentina, realizada por el Canal 7, un canal privado que contaba con apoyo estatal. La idea de televisar el Día de la Lealtad correspondió a la propia Eva luego de haber sido aceptada por Perón la importación de algunos aparatos de televisión a la Argentina. Al momento de transmitirse el acto televisado, en Argentina había solo unos 2500 televisores, sumamente costosos. En dicha transmisión, la primera dama dio un emotivo discurso desde el balcón de la Casa Rosada, pidiéndole al pueblo que, "si no llegara a estar por mi salud, cuiden a Perón", agregando: "Yo sé que ustedes recogerán mi nombre y lo llevarán como bandera a la victoria". En ese momento estalló en llanto y se dio vuelta para abrazar a Perón, escena que quedó registrada en una histórica foto. El discurso que Evita pronunció ese día ha sido considerado como uno de sus testamentos políticos.
Desde el 31 de octubre hasta poco después de los comicios, Perón decidió delegar provisoriamente el mando, estando el presidente provisional del Senado Alberto Tessaire, quien luego fuera elegido vicepresidente, a cargo del poder ejecutivo para gestionar los comicios. A pesar de todavía ser vicepresidente e incluso ser candidato a la reelección, Hortensio Quijano no asumió el mando por encontrarse de licencia por enfermedad. El día anterior al proceso electoral, Teisaire levantó por iniciativa de Perón el estado de guerra interno durante la jornada. La noche del 3 de noviembre, Eva Perón fue trasladada a un hospital para realizarse una intervención quirúrgica tres días más tarde, a cargo del famoso oncólogo estadounidense George Pack. Debido al delicado estado de salud de la primera dama, el Movimiento Peronista anunció el 4 de noviembre que pondrían fin a la campaña proselitista, aunque continuarían distribuyendo propaganda. En el mismo comunicado, la dirigencia peronista declaró que las obras del gobierno serían suficiente para asegurarse el triunfo y que "los comicios del 11 de noviembre solo serán la reafirmación en las urnas de la gratitud popular".
El 9 de noviembre, el radicalismo concluyó su campaña con un acto relativamente concurrido en Capital Federal. Durante el mismo, Balbín definió la fórmula presidencial radical como "una realidad que sabrá orientar al país por el camino del orden, por la senda de la justicia social, y la limpieza moral, porque hay que usar el voto como arma de liberación". Ese mismo día, Eva Perón emitió una corta alocución radial, durante la cual dio el siguiente mensaje para cerrar la campaña peronista: "No votar por Perón, para un argentino, es traicionar al país".

## Jornada electoral

Eva Perón, ya enferma, votando en el Hospital de Avellaneda.

El 11 de noviembre, día de los comicios, inició el día con un clima húmedo y posteriormente se desataron lluvias torrenciales en la provincia de Buenos Aires, que sin embargo, no parecieron afectar el ánimo del electorado, en especial el femenino. La jornada electoral comenzó a las 8:00 de la mañana con una enorme afluencia de votantes. Los medios de comunicación destacaron que al principio de la jornada, en los centros donde votarían tanto mujeres como varones (aunque con padrones y mesas separadas), la concurrencia femenina prácticamente "doblaba" a la masculina. A partir del mediodía, ya había votado el 57% del padrón en Capital Federal, y un 55% en las provincias más pobladas como Buenos Aires, Córdoba, o Santa Fe.
Perón votó a las 8:15 en la mesa número 7 del circuito 193, circunscripción 21, y asistió acompañado por el jefe de policía Arturo Bertollo. Para entonces, sin embargo, ya había una multitudinaria fila de votantes, que al reconocerlo comenzó a vitorearlo y proponerle que se adelantara y votara primero. Perón rechazó la propuesta y esperó su turno junto a los demás votantes. Por su parte, Balbín emitió su voto en la mesa funcional del Palacio de los Tribunales en la ciudad La Plata, a las 13:30. Encontrándose internada Evita después de su operación, la Junta Nacional Electoral envió autoridades al policlínico "Presidente Perón" en Avellaneda, cerca de las 10:30. La esposa del presidente emitió su voto desde la cama, en presencia de apoderados del Partido Peronista. En situación similar tras haber sido herido de bala, el candidato comunista Rodolfo Ghioldi también votó desde la internación, en el sanatorio Cussatis, Capital Federal, con apoderados del Partido Comunista Argentino acompañando a las autoridades electorales.

## Resultados

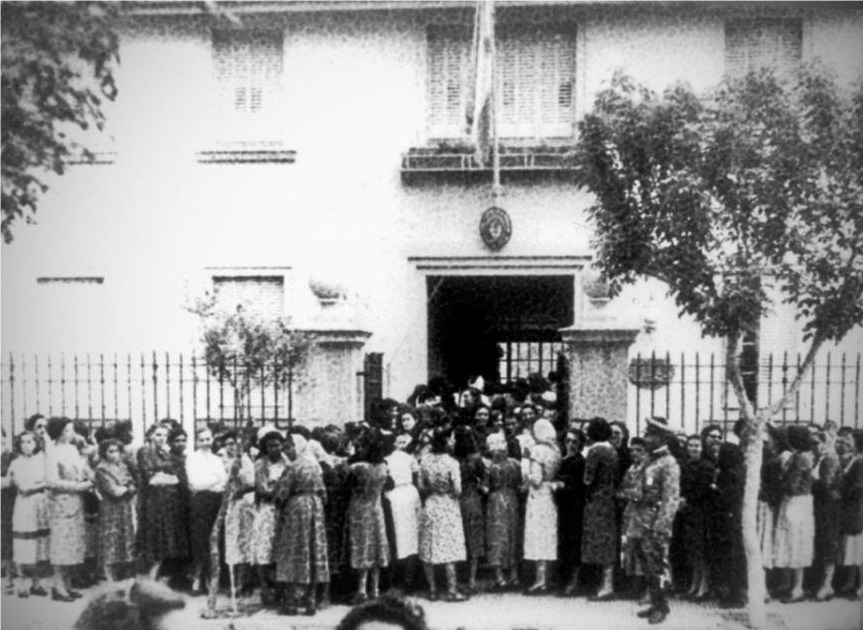
Primer sufragio femenino en Santa Rosa, provincia de La Pampa.

El escrutinio demoró varias semanas, teniendo en cuenta el exponencial incremento del electorado, iniciando la noche misma de la elección y finalizando en los primeros días de diciembre. Las elecciones resultaron en una rotunda victoria para el Movimiento Justicialista (compuesto por el Partido Peronista y el Partido Peronista Femenino) en un resultado que implicó varios hitos. El binomio Perón-Quijano obtuvo el 63,51% de los votos positivamente emitidos y su número neto de sufragios fue de 4.745.168, una cantidad absoluta que no podría ser superada sino hasta marzo de 1973. Además, el porcentaje de votos positivos de la fórmula más votada fue el más elevado de la historia electoral argentina y, junto con la segundo triunfo de Hipólito Yrigoyen en 1928 y el tercer triunfo del propio Perón en septiembre de 1973, fue una de las tres únicas ocasiones en que un candidato presidencial ha superado el 60% de los votos. Tanto la cantidad absoluta de sufragios como el porcentaje de Perón, técnicamente, serían superados por el 64,52% logrado por el peronista Alberto Teisaire en las elecciones extraordinarias de vicepresidente de 1954, en las cuales la presidencia no se disputaba.
Fueron las primeras elecciones en las que se ejerció el voto femenino, y sobre un total de 8.613.998 empadronados, 4.225.473 eran mujeres (49,05% del padrón). En cifras de participación, aunque al principio de la jornada muchas más mujeres que varones se presentaron a votar, la diferencia no fue muy alta, y finalmente votó el 90,32% de las ciudadanas mujeres sobre un 86,08% de ciudadanos varones. Un 64% de las mujeres votó al peronismo, un porcentaje ligeramente superior al de los varones, del 63%; siendo el peronismo la única fuerza de la jornada por la que votaron más mujeres que varones. Asimismo, el Partido Peronista Femenino logró obtener 23 diputadas, tres delegadas de territorios nacionales y 6 senadoras (las únicas mujeres presentes en el Congreso Nacional), así como 80 legisladoras provinciales. Solo la cantidad absoluta de votos del justicialismo obtenidos entre la cantidad de ciudadanas mujeres (2.441.558) sumaban más que la cantidad de votos totales obtenidos por la segunda fórmula más votada (2.415.770).
Fue la primera reelección inmediata de la historia argentina, y la tercera vez que una misma persona ha sido elegida dos veces para la presidencia (solo después del conservador Julio Argentino Roca y el radical Hipólito Yrigoyen). A pesar de que, por su fallecimiento, Quijano no llegaría a asumir su segundo mandato, se puede tomar esta como la única instancia en la que una misma fórmula ejecutiva (presidente-vicepresidente) ha sido elegida dos veces. Todos los presidentes posteriores que buscaron u obtuvieron una reelección inmediata, lo hicieron con un compañero de fórmula diferente, lo mismo para los presidentes que ejercieron mandatos no consecutivos.
En segundo lugar se ubicó la fórmula Balbín-Frondizi, de la Unión Cívica Radical, con 2.415.750 votos que representaron el 32,33% de las preferencias. A pesar de sufrir una aplastante derrota, no logrando imponerse en ningún distrito electoral u obtener gobernaciones, el radicalismo logró consolidarse con éxito como el indiscutido referente de la oposición al peronismo, diezmando casi por completo el electorado de las terceras fuerzas. Fue además el único de los partidos opositores que pudo presentar candidatos en todos los distritos, y se vio de este modo como el único bloque no peronista representado en todas las legislaturas provinciales, así como en la Cámara de Diputados (a pesar de que el sistema de escrutinio mayoritario uninominal, con una fuerte manipulación de circunscripciones empleada por el gobierno, redujo su bancada a una representación mínima). No fue así en el Senado de la Nación, en el cual todas las bancas correspondieron al justicialismo.
La diferencia entre los resultados de la fórmula peronista y la fórmula radical con respecto a 1946 es difícil de medir, teniendo en cuenta la existencia previa de la Unión Democrática y la expansión del electorado a más del doble de sufragantes con la incorporación de la totalidad de las mujeres y los ciudadanos varones de territorios nacionales. Técnicamente, todos los partidos vieron aumentado su caudal de votos absolutos debido a esto. Si se tiene en cuenta solo el resultado obtenido sobre los ciudadanos varones de las catorce provincias originales y la Capital Federal, Perón obtuvo 2.132.416 (61,06%), lo que implicó un crecimiento de 644.550 sufragios con respecto a la elección de 1946, y un crecimiento porcentual de 10,56. A pesar de no contar con el apoyo de los partidos de la Unión Democrática y de su caída porcentual de 10,59 puntos, la UCR obtuvo 15.417 votos más entre los ciudadanos que habían estado habilitados para votar en las dos elecciones, sumando 1.191.663 adhesiones.
| Fórmula                    | Fórmula                    | Partido                    | Partido                        | Partido                       | Votos     | %     |
| Presidente                 | Vicepresidente             | Partido                    | Partido                        | Partido                       | Votos     | %     |
| -------------------------- | -------------------------- | -------------------------- | ------------------------------ | ----------------------------- | --------- | ----- |
| Juan Domingo Perón         | Hortensio Quijano          |                            | Partido Peronista              | Partido Peronista             | 4.745.168 | 63,62 |
| Ricardo Balbín             | Arturo Frondizi            |                            |                                | Unión Cívica Radical          | 2.404.302 | 32,22 |
| Ricardo Balbín             | Arturo Frondizi            |                            | Unión Cívica Radical Unionista | 11.448                        | 0,15      |       |
| Ricardo Balbín             | Arturo Frondizi            | Total Balbín - Frondizi    | Total Balbín - Frondizi        | Total Balbín - Frondizi       | 2.415.750 | 32,33 |
| Reynaldo Pastor            | Vicente Solano Lima        |                            | Partido Demócrata              | Partido Demócrata             | 174.399   | 2,33  |
| Rodolfo Ghioldi            | Alcira de la Peña          |                            | Partido Comunista              | Partido Comunista             | 71.318    | 0,95  |
| Alfredo Palacios           | Américo Ghioldi            |                            | Partido Socialista             | Partido Socialista            | 54.920    | 0,74  |
| Genaro Giacobini           | Jorge Francisco Rivero     |                            | Partido Salud Pública          | Partido Salud Pública         | 5.512     | 0,07  |
| Luciano Molinas            | Juan J. Díaz Arana         |                            | Partido Demócrata Progresista  | Partido Demócrata Progresista | 2.634     | 0,04  |
| José Fernando Penelón      | Beniamino A. Semiza        |                            | Concentración Obrera           | Concentración Obrera          | 1.233     | 0,02  |
| No presentó candidatos     |                            | Unión Cívica Nacionalista  | Unión Cívica Nacionalista      | 163                           | 0,00      |       |
| Votos positivos            | Votos positivos            | Votos positivos            | Votos positivos                | Votos positivos               | 7.471.097 | 98,38 |
| Votos en blanco y anulados | Votos en blanco y anulados | Votos en blanco y anulados | Votos en blanco y anulados     | Votos en blanco y anulados    | 110.123   | 1,45  |
| Diferencia de actas        | Diferencia de actas        | Diferencia de actas        | Diferencia de actas            | Diferencia de actas           | 12.928    | 0,17  |
| Participación              | Participación              | Participación              | Participación                  | Participación                 | 7.594.148 | 88,16 |
| Abstenciones               | Abstenciones               | Abstenciones               | Abstenciones                   | Abstenciones                  | 1.019.850 | 11,84 |
| Electores registrados      | Electores registrados      | Electores registrados      | Electores registrados          | Electores registrados         | 8.613.998 | 100   |
| Fuentes:                   |                            |                            |                                |                               |           |       |

### Resultados por distrito
Perón obtuvo mayoría absoluta de votos en todos los distritos del país, fenómeno que no ha vuelto a repetirse en la historia electoral argentina. En las elecciones de septiembre de 1973 (las últimas de las tres que ganó Perón), triunfaría de nuevo en todos los distritos pero en Capital Federal y Entre Ríos solo por mayoría simple. Los resultados más estrechos para el peronismo fueron en Córdoba (52,89%) y Capital Federal (55,90%). En todos los demás distritos, el peronismo obtuvo más del 63% de los sufragios. Superó el 80% de los votos en dos provincias: Presidente Perón, donde con 83,38% logró su mejor desempeño, y Neuquén, ambos territorios provincializados durante su mandato. Hasta el 87,39% logrado por Adolfo Rodríguez Saá en la provincia de San Luis en 2003, nunca más un candidato presidencial argentino superó el 83% de los votos en ningún distrito.
| Distrito            | Perón/Quijano (PP) | Perón/Quijano (PP) | Balbín/Frondizi (UCR) | Balbín/Frondizi (UCR) | Pastor/S. Lima (PD) | Pastor/S. Lima (PD) | Ghioldi/de la Peña (PCA) | Ghioldi/de la Peña (PCA) | Palacios/Ghioldi (PS) | Palacios/Ghioldi (PS) | Giacobini/Rivero (PSP) | Giacobini/Rivero (PSP) | Molinas/D. Arana (PDP) | Molinas/D. Arana (PDP) | Otros partidos | Otros partidos | Nulos/Blancos | Nulos/Blancos | Participación | Participación |
| Distrito            | Votos              | %                  | Votos                 | %                     | Votos               | %                   | Votos                    | %                        | Votos                 | %                     | Votos                  | %                      | Votos                  | %                      | Votos          | %              | Votos         | %             | Votos         | %             |
| ------------------- | ------------------ | ------------------ | --------------------- | --------------------- | ------------------- | ------------------- | ------------------------ | ------------------------ | --------------------- | --------------------- | ---------------------- | ---------------------- | ---------------------- | ---------------------- | -------------- | -------------- | ------------- | ------------- | ------------- | ------------- |
| Buenos Aires        | 1.340.785          | 63,14              | 680.845               | 32,06                 | 56.988              | 2,68                | 19.085                   | 0,90                     | 22.738                | 1,07                  | 3.150                  | 0,15                   | —                      | —                      | —              | —              | 30.346        | 1,41          | 2.153.937     | 88,15         |
| Capital Federal     | 848.771            | 55,90              | 620.651               | 40,88                 | 6.673               | 0,44                | 20.994                   | 1,38                     | 18.180                | 1,20                  | 1.784                  | 0,12                   | 67                     | 0,00                   | 1.233          | 0,08           | 16.738        | 1,09          | 1.535.091     | 92,70         |
| Catamarca           | 49.512             | 77,01              | 13.773                | 21,42                 | 1.004               | 1,56                | —                        | —                        | —                     | —                     | —                      | —                      | —                      | —                      | —              | —              | 645           | 0,99          | 64.934        | 84,70         |
| Chubut              | 14.866             | 78,25              | 3.870                 | 20,37                 | —                   | —                   | 261                      | 1,37                     | —                     | —                     | —                      | —                      | —                      | —                      | —              | —              | 326           | 1,69          | 19.323        | 67,70         |
| Comodoro Rivadavia  | 12.384             | 79,89              | 3.117                 | 20,11                 | —                   | —                   | —                        | —                        | —                     | —                     | —                      | —                      | —                      | —                      | —              | —              | 411           | 2,58          | 15.912        | 74,80         |
| Córdoba             | 406.201            | 52,89              | 319.736               | 41,63                 | 36.643              | 4,77                | 3.172                    | 0,41                     | 2.213                 | 0,29                  | 74                     | 0,01                   | —                      | —                      | —              | —              | 9.620         | 1,24          | 777.659       | 90,62         |
| Corrientes          | 138.007            | 64,36              | 57.250                | 26,70                 | 18.866              | 8,80                | 298                      | 0,14                     | —                     | —                     | —                      | —                      | —                      | —                      | —              | —              | 2.508         | 1,16          | 216.929       | 78,72         |
| Entre Ríos          | 220.822            | 63,25              | 112.552               | 32,24                 | 13.547              | 3,88                | 911                      | 0,26                     | 724                   | 0,21                  | 385                    | —                      | —                      | 0,11                   | 163            | 0,05           | 8.487         | 2,37          | 357.591       | 86,96         |
| Eva Perón           | 49.773             | 75,03              | 16.248                | 24,49                 | —                   | —                   | 248                      | 0,37                     | 70                    | 0,11                  | —                      | —                      | —                      | —                      | —              | —              | 909           | 1,35          | 67.248        | 82,99         |
| Formosa             | 18.955             | 72,27              | 7.080                 | 26,99                 | —                   | —                   | 193                      | 0,74                     | —                     | —                     | —                      | —                      | —                      | —                      | —              | —              | 540           | 2,02          | 26.768        | 75,32         |
| Jujuy               | 48.299             | 79,29              | 9.137                 | 15,00                 | 3.480               | 5,71                | —                        | —                        | —                     | —                     | —                      | —                      | —                      | —                      | —              | —              | 1.456         | 2,33          | 62.372        | 86,10         |
| La Rioja            | 34.995             | 73,85              | 12.385                | 26,14                 | 6                   | 0,01                | —                        | —                        | —                     | —                     | —                      | —                      | —                      | —                      | —              | —              | 488           | 1,02          | 47.874        | 82,60         |
| Mendoza             | 181.551            | 67,31              | 57.601                | 21,36                 | 21.484              | 7,97                | 7.743                    | 2,87                     | 1.312                 | 0,49                  | 24                     | 0,01                   | —                      | —                      | —              | —              | 5.655         | 2,05          | 275.370       | 86,37         |
| Misiones            | 47.081             | 71,18              | 18.485                | 27,95                 | —                   | —                   | 575                      | 0,87                     | —                     | —                     | —                      | —                      | —                      | —                      | —              | —              | 1.005         | 1,50          | 67.146        | 81,30         |
| Neuquén             | 22.493             | 81,17              | 5.219                 | 18,83                 | —                   | —                   | —                        | —                        | —                     | —                     | —                      | —                      | —                      | —                      | —              | —              | 499           | 1,77          | 28.211        | 77,79         |
| Presidente Perón    | 122.304            | 83,38              | 20.286                | 13,83                 | —                   | —                   | 1.111                    | 0,76                     | 1.543                 | 1,05                  | —                      | —                      | 1.437                  | 0,98                   | —              | —              | 2.697         | 1,81          | 149.378       | 77,81         |
| Río Negro           | 35.889             | 75,17              | 11.632                | 24,36                 | —                   | —                   | 220                      | 0,46                     | —                     | —                     | —                      | —                      | —                      | —                      | —              | —              | 910           | 1,87          | 48.651        | 79,04         |
| Salta               | 86.217             | 77,18              | 25.264                | 22,62                 | —                   | —                   | 221                      | 0,20                     | —                     | —                     | —                      | —                      | —                      | —                      | —              | —              | 3.582         | 3,11          | 115.284       | 79,18         |
| San Juan            | 97.052             | 78,55              | 20.606                | 16,68                 | 4.244               | 3,43                | 474                      | 0,38                     | 1.177                 | 0,95                  | —                      | —                      | —                      | —                      | —              | —              | 3.348         | 2,64          | 126.901       | 91,63         |
| San Luis            | 50.662             | 70,91              | 11.270                | 15,77                 | 9.265               | 12,97               | 241                      | 0,34                     | 3                     | 0,00                  | 5                      | 0,01                   | —                      | —                      | —              | —              | 756           | 1,05          | 72.202        | 81,44         |
| Santa Cruz          | 3.360              | 71,95              | 1.280                 | 27,41                 | —                   | —                   | 30                       | 0,64                     | —                     | —                     | —                      | —                      | —                      | —                      | —              | —              | 86            | 1,81          | 4.756         | 68,69         |
| Santa Fe            | 550.588            | 65,61              | 272.181               | 32,43                 | —                   | —                   | 10.487                   | 1,25                     | 4.884                 | 0,58                  | —                      | —                      | 1.107                  | 0,13                   | —              | —              | 22.212        | 2,58          | 861.459       | 92,44         |
| Santiago del Estero | 154.313            | 78,72              | 39.020                | 19,90                 | —                   | —                   | 2.204                    | 1,12                     | 411                   | 0,21                  | 89                     | 0,05                   | —                      | —                      | —              | —              | 2.662         | 1,34          | 198.699       | 77,05         |
| Tierra del Fuego    | 478                | 69,58              | 203                   | 29,55                 | —                   | —                   | 3                        | 0,44                     | 1                     | 0,15                  | 1                      | 0,15                   | 1                      | 0,15                   | —              | —              | 14            | 2,00          | 701           | 58,56         |
| Tucumán             | 209.810            | 71,71              | 76.059                | 25,99                 | 2.199               | 0,75                | 2.847                    | 0,97                     | 1.664                 | 0,57                  | —                      | —                      | 22                     | 0,01                   | —              | —              | 7.151         | 2,39          | 299.752       | 89,64         |
| Total               | 4.745.168          | 63,62              | 2.415.750             | 32,37                 | 174.399             | 2,34                | 71.318                   | 0,96                     | 54.920                | 0,71                  | 5.512                  | 0,07                   | 2.634                  | 0,04                   | 1.396          | 0,02           | 123.051       | 1,62          | 7.594.148     | 88,16         |

## Elecciones para Gobernadores de Provincia
El peronismo triunfó por amplio margen en todas las provincias, obteniendo la totalidad de las gobernaciones en disputa. Por su parte, el radicalismo logró capitalizar exitosamente el voto antiperonista, logrando el monopolio de la segunda fuerza en todos los distritos y siendo, por lo tanto, el único partido opositor representado en todas las legislaturas provinciales (aunque el Partido Demócrata Nacional consiguió representación en algunas). Córdoba fue la única provincia que registró una competencia coherente, con el candidato peronista Raúl Lucini triunfando con menos del 52% de los votos ante el radical Arturo Umberto Illia, que consiguió poco más del 43%. En todas las demás provincias, la mayoría peronista fue superior a los quince puntos.
| Elección de Gobernadores de provincia | Elección de Gobernadores de provincia | Elección de Gobernadores de provincia                                         | Elección de Gobernadores de provincia                | Elección de Gobernadores de provincia                     |
| --- | ------------------------------------- | ----------------------------------------------------------------------------- | ---------------------------------------------------- | --------------------------------------------------------- |
| Cargos a elegir: 14 gobernadores, 14 órganos legislativos Designación presidencial: 9 gobernadores territoriales, Intendente de la ciudad de Buenos Aires |                                       |                                                                               |                                                      |                                                           |
| Fecha | Distrito                              | Cargos                                                                        | Ganador                                              | 2.º puesto                                                |
| 11 de noviembre | Buenos Aires (ver detalle)            | Gobernador Vicegobernador 84 diputados provinciales 42 senadores provinciales | Carlos Aloé (Partido Peronista) (62,99 %)            | Crisólogo Larralde (Unión Cívica Radical) (33,30 %)       |
| 11 de noviembre | Catamarca (ver detalle)               | Gobernador Vicegobernador 22 diputados provinciales 16 senadores provinciales | Armando Casas Nóblega (Partido Peronista) (76,66 %)  | Ramón Edgardo Acuña (Unión Cívica Radical) (21,58 %)      |
| 11 de noviembre | Córdoba (ver detalle)                 | Gobernador Vicegobernador 36 diputados provinciales 30 senadores provinciales | Raúl Lucini (Partido Peronista) (51,98 %)            | Arturo Umberto Illia (Unión Cívica Radical) (43,08 %)     |
| 11 de noviembre | Corrientes (ver detalle)              | Gobernador Vicegobernador 26 diputados provinciales 13 senadores provinciales | Raúl Benito Castillo (Partido Peronista) (64,36 %)   | Héctor Lomónaco (Unión Cívica Radical) (26,70 %)          |
| 11 de noviembre | Entre Ríos (ver detalle)              | Gobernador Vicegobernador 31 diputados provinciales 14 senadores provinciales | Felipe Texier (Partido Peronista) (63,07 %)          | Fermín J. Garay (Unión Cívica Radical) (32,68 %)          |
| 11 de noviembre | Jujuy (ver detalle)                   | Gobernador Vicegobernador 32 diputados provinciales                           | Jorge Villafañe (Partido Peronista) (79,29 %)        | Horacio Guzmán (Unión Cívica Radical) (15,01 %)           |
| 11 de noviembre | La Rioja (ver detalle)                | Gobernador Vicegobernador 18 diputados provinciales                           | Juan Melis (Partido Peronista) (73,97 %)             | Herminio Torres Brizuela (Unión Cívica Radical) (26,03 %) |
| 11 de noviembre | Mendoza (ver detalle)                 | Gobernador Vicegobernador 36 diputados provinciales 25 senadores provinciales | Carlos Horacio Evans (Partido Peronista) (66,89 %)   | Leopoldo Suárez (Unión Cívica Radical) (21,22 %)          |
| 11 de noviembre | Salta (ver detalle)                   | Gobernador Vicegobernador 39 diputados provinciales 23 senadores provinciales | Ricardo Joaquín Durand (Partido Peronista) (76,37 %) | Ricardo E. Aráoz (Unión Cívica Radical) (23,34 %)         |
| 11 de noviembre | San Juan (ver detalle)                | Gobernador Vicegobernador 34 diputados provinciales                           | Rinaldo Viviani (Partido Peronista) (78,67 %)        | Juan Pascual Pringles (Unión Cívica Radical) (16,57 %)    |
| 11 de noviembre | San Luis (ver detalle)                | Gobernador 25 diputados provinciales                                          | Víctor Endeiza (Partido Peronista) (71,16 %)         | Julio Domeniconi (Unión Cívica Radical) (15,83 %)         |
| 11 de noviembre | Santa Fe (ver detalle)                | Gobernador Vicegobernador 50 diputados provinciales 19 senadores provinciales | Luis Cárcamo (Partido Peronista) (64,92 %)           | Alfredo Julio Grassi (Unión Cívica Radical) (33,08 %)     |
| 11 de noviembre | Santiago del Estero (ver detalle)     | Gobernador 26 diputados provinciales                                          | Francisco González (Partido Peronista) (78,72 %)     | Hugo Catella (Unión Cívica Radical) (14,06 %)             |
| 11 de noviembre | Tucumán (ver detalle)                 | Gobernador Vicegobernador 38 diputados provinciales 19 senadores provinciales | Luis Cruz (Partido Peronista) (70,70 %)              | Celestino Gelsi (Unión Cívica Radical) (27,40 %)          |

## Consecuencias
La aplastante victoria peronista, aunque afianzó la institucionalidad del gobierno, terminó de convencer a una mayoría de la oposición de que una salida electoral no era posible. Antes de las elecciones, grupos opositores habían previsto un desgaste progresivo del gobierno cuando el modelo económico se agotara, situación que finalmente no se dio. De hecho, el arrollador triunfo, sumado a la manipulación de los distritos electorales uninominales, que dio al oficialismo una mayoría del 90% de las bancas en la Cámara de Diputados, consagró la estabilidad del gobierno por un tiempo más, y las señales de desgaste que conducirían al golpe de Estado de septiembre de 1955 no se empezarían a notar hasta 1953.
Nada más finalizado los comicios, la situación de tensión se reanudó y Perón ordenó el retorno del estado de guerra interno el 12 de noviembre. El reelecto vicepresidente Hortensio Quijano falleció en abril de 1952, antes de asumir su segundo mandato, por lo cual se celebraron comicios para vicepresidente en abril de 1954. Ya iniciado su segundo periodo presidencial, el gobierno peronista comenzó a tornarse cada vez más represivo, sobre todo después del fallecimiento de Eva Perón tan solo un mes más tarde, y los ataques contra la oposición se intensificaron. A partir de 1954, Perón pasó de buscar una alianza con la Iglesia católica (como en su primer mandato) a atacarla sistemáticamente, contribuyendo a la creciente oposición de sectores organizados de la sociedad en su contra, conduciendo a su caída en 1955.

## Galería

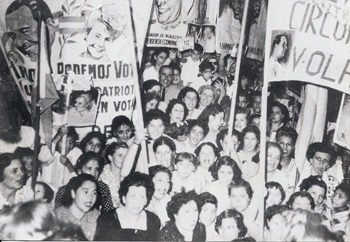
Acto del Partido Peronista Femenino.
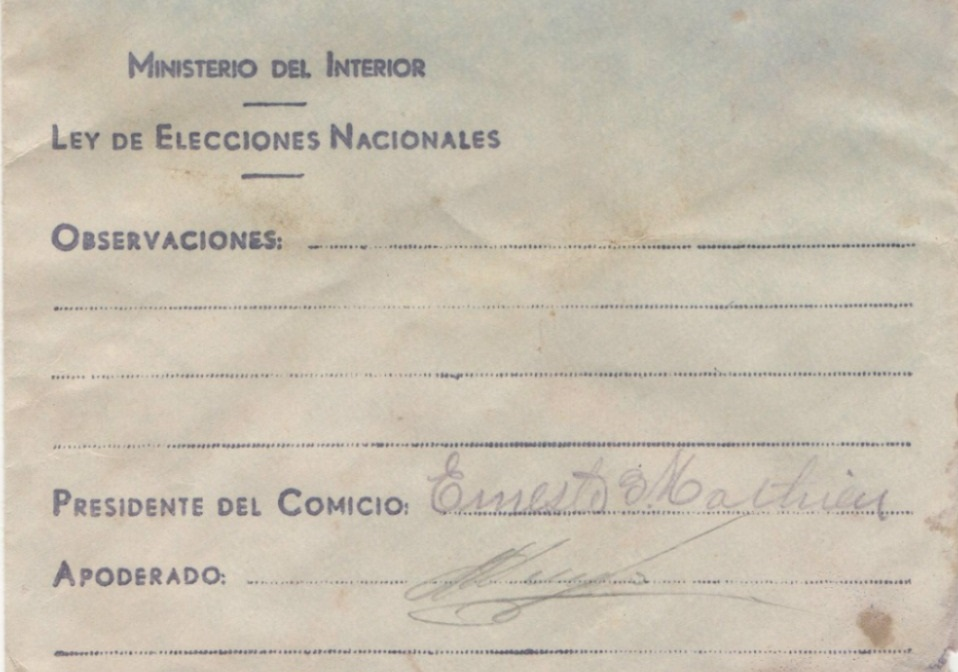
Sobre para votar.
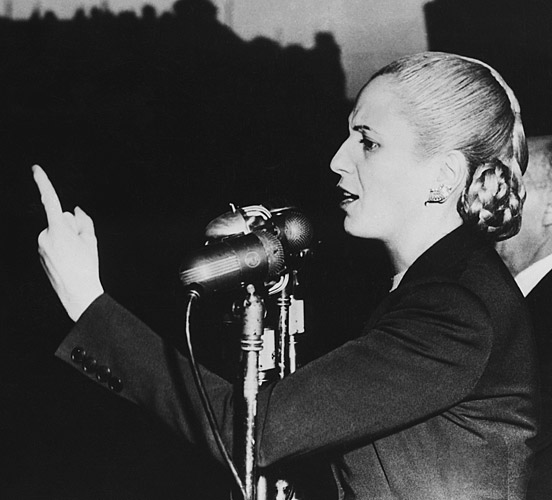
Eva Perón en un discurso electoral.